# Militärförtjänstorden (Bulgarien)

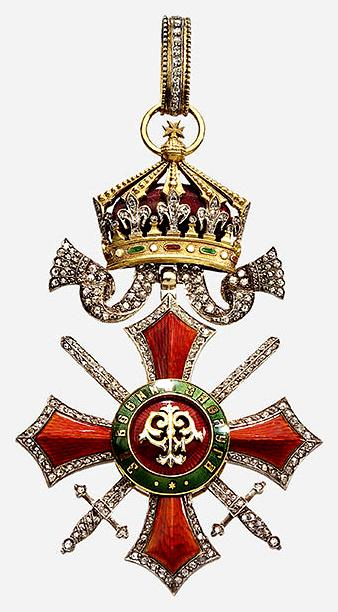
3:e klass av Militärförtjänstorden med briljanter.

Militärförtjänstorden (bulgariska: Орден за Военна Заслуга) var en orden instiftad den 30 maj 1901 av furst Ferdinand av Bulgarien i sex klasser.